# Illa de Mackenzie King
Illa de Mackenzie King (Mackenzie King Island) és una de les illes del grup de les illes de la Reina Elisabet, a l'Arxipèlag Àrtic Canadenc, al nord del Canadà. Administrativament, l'illa està dividida en dos: la part occidental, quasi la totalitat de l'illa, pertany als Territoris del Nord-oest, i una de molt petita, la part més oriental, al territori autònom de Nunavut, sent la separació el meridià 110 W.

## Geografia
L'illa es troba a l'extrem occidental del grup de les illes de la Reina Elisabet, en un grup de tres illes obertes a l'oceà Àrtic. Es troba al sud de l'illa Borden, de la qual les separa l'estret de Wilkins, de tan sols 18 km d'amplada, i a tan sols 6 km de l'illa Brock. Una mica més allunyades hi ha, a l'oest, a l'altra banda de l'estret de Ballantyne, l'illa del Príncep Patrick (a uns 57 km) i al sud-oest, l'illa Emerald (a 63 km). Al sud, a l'altra banda de l'estret Hazen hi ha l'illa de Melville (a 77 km). A l'est hi ha l'illa Lougheed (a 93 km) i, una mica més al nord-est, l'illa d'Ellef Ringnes (a 117 km).
La seva superfície és de 5.048 km², cosa que la converteix en la 10a de l'arxipèlag, la 26a del Canadà i la 115a del món. És una illa força plana, amb desnivells que ràrament superen els 100 metres.

## Història
El primer a arribar a l'illa, el 1915, fou l'explorador Vilhjalmur Stefansson. Més tard l'illa es va batejar en honor de William Lyon Mackenzie King, primer minestre del Canadà.

## Referències

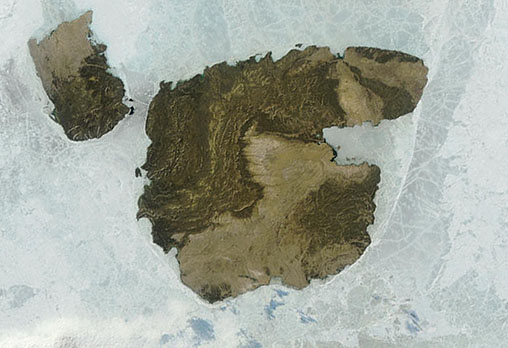
Vista per satèl·lit